# Petit ministère
Deuxième République
Gouvernement Alphonse Henri d'Hautpoul Gouvernement Léon Faucher
On appelle « petit ministère » (ou gouvernement Rouher) le gouvernement qui dirige la France pendant 11 semaines du 24 janvier au 10 avril 1851. Il est le résultat de la lutte politique entre la majorité de l'Assemblée nationale législative et le président de la République Louis-Napoléon Bonaparte.
Sa formation par Louis-Napoléon Bonaparte est consécutive au refus de l'Assemblée législative d'accepter un ministère formé le 9 janvier 1851 par Pierre Jules Baroche et Eugène Rouher et composé de bonapartistes.
Il est composé de personnalités secondaires, surtout « techniciennes » et ne possède pas de véritable chef. Après un compromis avec le parti de l’Ordre, le président arrive à constituer, le 10 avril 1851, le ministère dit « Léon Faucher ».

## Composition du gouvernement

### Ministres nommés le24 janvier 1851
- Ministre de la Justice : Ernest de Royer
- Ministre des Affaires étrangères : Anatole, baron Brénier de Renaudière, diplomate
- Ministre de la Guerre : Jacques Louis Randon
- Ministre de la Marine et des Colonies : Auguste-Nicolas Vaillant
- Ministre de l'Intérieur : Claude-Marius Vaïsse
- Ministre des Travaux publics : Pierre Magne, avocat, député
- Ministre de l'Agriculture et du Commerce : Eugène Joseph Schneider industriel
- Ministre de l'Instruction publique, des Affaires ecclésiastiques et des Cultes : Charles Giraud, doyen de la faculté de droit de Paris
- Ministre des Finances : Charles Lebègue, comte de Germiny

## Sources
- Dictionnaire des ministres (1789 - 1989), Librairie Académique Perrin, 1990.